# South Tamworth
South Tamworth är en del av en befolkad plats i Australien. Den ligger i kommunen Tamworth Municipality och delstaten New South Wales, i den sydöstra delen av landet, omkring 310 kilometer norr om delstatshuvudstaden Sydney.
Närmaste större samhälle är Tamworth, nära South Tamworth.
Trakten runt South Tamworth består till största delen av jordbruksmark. Runt South Tamworth är det ganska tätbefolkat, med 214 invånare per kvadratkilometer. Genomsnittlig årsnederbörd är 898 millimeter. Den regnigaste månaden är februari, med i genomsnitt 160 mm nederbörd, och den torraste är oktober, med 18 mm nederbörd.